# 急行列車 (韓国)
急行列車（クッペンヨルチャ（韓国語：급행열차）、きゅうこうれっしゃ、英語：RapidまたはExpress）は、ソウル首都圏の首都圏電鉄で運行されている列車種別である。
本項では、同じく首都圏電鉄で運行されている特急列車（トゥックピョルチャ（韓国語：특급열차）、とっきゅうれっしゃ、英語：Limited Express）についても併せて解説する。急行列車と比較して速達性をより向上させた列車種別である。

## 概要
2019年10月末時点で、全列車が韓国鉄道公社（KORAIL）の広域電鉄路線と首都圏電鉄9号線で運行されている。英語表記は韓国鉄道公社がRapid、首都圏電鉄9号線がExpressであるが、韓国鉄道公社でも案内によってはExpressを使用する場合がある。
1984年に、京釜電鉄線（京釜線）の列車線を使用した高速電鉄をソウル駅から水原駅までの区間で朝夕に運転を始めたのが始まりである。韓国鉄道公社の一般列車とは異なり、同じ電鉄線を走る各駅停車と同じ通勤型車両を使用し、運賃も同一である。運行形態や料金収受の方法からみて、日本のJRでいうところの快速列車にほぼ相当する。
なお、韓国鉄道公社が運行する韓国高速鉄道（KTX）やITX-セマウル・ムグンファ号などの一般列車と、仁川国際空港鉄道が運行する直通列車に対し、日本の観光ガイドブックやウェブサイトなどが便宜的に「特急」・「急行」といった表現を用いている場合がある。ただし、これらの列車は列車愛称が列車種別を兼ねているため、正式な列車種別として特急列車・急行列車と呼ばれていない。

## 運行路線
急行列車は下記の全路線で、特急列車は京仁線のみで運行されている。
| 路線名                                                             | 運行区間                                                           | 停車駅 | 運転時間帯                                                        | 使用車両          |
| ------------------------------------------------------------------ | ------------------------------------------------------------------ | --- | ----------------------------------------------------------------- | ----------------- |
| 京釜電鉄線                                                         | 清凉里 - 天安・新昌 （A急行）                                      | 清凉里 - 加山デジタル団地間の各駅 安養、水原、餅店、烏山、西井里 平沢、成歓、斗井、天安 - 新昌間の各駅                                             | 早朝・日中・夜間                                                  | 311000系          |
| 京釜電鉄線                                                         | 清凉里 - 天安・新昌 （A急行）                                      | 龍山 - 加山デジタル団地間の各駅 水原、平沢、斗井、天安                                                                                             | 土休日1往復                                                       | 311000系          |
| 京釜電鉄線                                                         | 龍山 - 九老 （区間電車）                                           | 全駅（各駅停車） | 終日                                                              | 1000系 311000系   |
| 京仁線 （一部を除き、 京釜電鉄線と直通運転）                       | 龍山 - 東仁川 九老 - 東仁川                                        | 急行：龍山 - 九老間の各駅、開峰、駅谷、富川 松内、富平、銅岩、朱安、済物浦、東仁川 特急：龍山、鷺梁津、新道林、九老、富川 松内、富平、朱安、東仁川 | 急行：終日 特急：日中のみ9往復                                    | 1000系 311000系   |
| 京元電鉄線 （ソウル交通公社1号線、 京釜電鉄線、 京仁線と直通運転） | 東豆川 - 光云大 （ - 仁川）                                        | 東豆川、東豆川中央、徳亭、楊州 議政府、回龍、道峰山、倉洞、光云大 （光云大以南は各駅停車として運行）                                               | 朝ラッシュ時・日中 （いずれも平日のみ）                           | 311000系          |
| 安山線                                                             | （タンゴゲ - ） 衿井 - 安山                                        | 衿井、山本、常緑樹、中央、安山 （衿井以北は各駅停車として運行）                                                                                    | 平日朝ラッシュ時上り4本 平日夕ラッシュ時下り3本                   | 341000系          |
| 9号線                                                              | 金浦空港 - 中央報勲病院                                            | 金浦空港、麻谷ナル、加陽、塩倉、堂山、汝矣島 鷺梁津、銅雀、高速ターミナル、新論峴、宣靖陵 奉恩寺、総合運動場、石村 オリンピック公園、中央報勲病院  | 終日                                                              | 9000系            |
| 京義・中央線                                                       | 中央線 （文山→水色 - ） 龍山 - 龍門                                | 龍山、二村、玉水、往十里、清凉里、回基、上鳳 九里、陶農、徳沼、陶深、両水、楊平、龍門 （龍山以北は各駅停車として運行）                             | 平日朝ラッシュ時上り2本 平日夕ラッシュ時下り2本                   | 321000系 331000系 |
| 京義・中央線                                                       | 京義線 文山 - 龍山（ - 龍門） （下り1本を除き、 中央線と直通運転） | 文山、金村、金陵、雲井、野塘、炭峴、一山 白馬、大谷、幸信、デジタルメディアシティ 弘大入口、孔徳、龍山 （龍山以南は各駅停車として運行）            | 平日朝ラッシュ時下り3本、上り2本 平日夕ラッシュ時上り2本、下り1本 | 321000系 331000系 |
| 京義・中央線                                                       | 京義線 文山 - ソウル                                               | 文山、金村、雲井、野塘、炭峴、一山 白馬、大谷、幸信、デジタルメディアシティ 加佐、新村、ソウル （日中は一山止まり）                                | 平日朝ラッシュ時下り2本 平日夕ラッシュ時上り2本 平日日中5往復     | 331000系          |
| 京春線                                                             | 清凉里 - 春川                                                      | 清凉里、回基、上鳳、退渓院、思陵、坪内好坪 磨石、清平、加平、江村、南春川、春川                                                                    | 平日上り2本 平日下り3本                                           | 361000系          |
| 水仁・盆唐線                                                       | 盆唐線 （清凉里 - ） 竹田 - 古索                                   | 竹田、器興、網浦、水原市庁、水原、古索 （竹田以北は各駅停車として運行）                                                                            | 平日朝ラッシュ時上り7本 平日夕ラッシュ時下り7本                   | 351000系          |
| 水仁・盆唐線                                                       | 水仁線 烏耳島 - 仁川                                               | 烏耳島、蘇萊浦口、仁川論峴 源仁斎、延寿、仁荷大、仁川                                                                                              | 平日朝ラッシュ時上り5本 平日夕ラッシュ時下り3本                   | 351000系          |

## 運行
首都圏電鉄1号線の急行・特急運転には、韓国鉄道公社所有の1000系電車・311000系電車が使用される。このうち1000系電車は京仁線での急行・特急運転に使用されることが多く、京釜線での急行運転に使用されることはほとんどない。安山線の急行運転には、341000系電車が使用される。中央線・京義線にはそれぞれ交流電車の321000系、331000系が、京春線には同じく交流電車の361000系が使用されている。また、首都圏電鉄9号線では9000系が一般列車（各駅停車）と共通で使用されている。

### 京釜線
京釜電鉄線では、1984年から長距離線を使用した高速電鉄をソウル駅から水原駅までの区間で平日の朝夕に運転を始めた。1986年に直通へ改称、さらに2003年には京仁線の直通と共に急行へ改称している。しかし、本数は長距離列車が多数運行する関係で、1日数本程度しか運行できない状態が丸20年間続いた。2004年になると、KTXが開業したことで長距離列車が減り、2005年に複々線が天安駅まで延びたため、複々線延長と同時に、急行の終日運転が実現した。2020年現在、清凉里駅と天安駅（一部のみ新昌駅）を往復する龍山急行系統のみが運行されている。
ソウル（天安）急行はソウル駅地上ホームを起終点として、中間区間を除いてほとんどを複々線の長距離線の線路を使用する。長距離線を走るソウル都市部で停車駅が少なく、九老以南で電車線に移って多くの駅に停車、水原以南では長距離線に戻り、停車駅は龍山急行と同じである。「高速電鉄」を受け継ぐものであり、平日・土曜日の朝夕ラッシュ時のみ1日3往復。下記、龍山急行の清凉里延伸に伴い、2019年12月30日廃止。
龍山（天安）急行は龍山駅急行ホームを起終点として、龍山から九老は電鉄線の急行線（各駅停車）、九老以南では長距離線を走り、急行運転をする。水原以南での停車駅はソウル急行と同じである。終日運転しており、平日・土曜日は12往復、休日は11往復。2019年12月30日より、始発駅を清凉里に変更し、増発。
永登浦 - 餅店間急行は、京釜高速道路を走行する広域バスの立席禁止措置により2014年から運行を開始した。平日朝に上り2本、平日夕に下り2本が運行される。停車駅は、安養駅、水原駅のみで、京釜線の急行列車の中では最も少ない最速列車である。2016年12月9日光明シャトル増便にともない廃止された。
2016年より、ヌリロ号を置き換える形で、一部の急行列車が新昌駅まで延長された。

### 京仁線
京仁線では、1999年に龍山駅から富平駅間での区間の複々線化が完成し、完全な緩急分離方式の急行運転を開始した。この急行は、京釜線内は電鉄線の急行線を走り（各駅停車）し、京仁線の急行線で急行運転する。2002年に朱安駅まで、2005年に東仁川駅まで複々線が延伸したため、急行の行き先も全てそこまで延長されている。一部の列車は区間運転を行う。過去には2010年9月1日より平日の朝に2本の列車は現在の急行停車駅から駅谷、松内、銅岩を除いたA急行として運行したが、2012年11月1日に廃止された。また、2010年11月1日に九老以北各駅停車の倉洞発仁川行き急行列車を深夜に1本運転を開始した。2011年10月5日に楊州発、2014年8月24日に逍遥山発に延長されたが、2015年2月27日に急行列車としての運転を終了し緩行に格下げされた。2016年2月1日に開峰駅と済物浦駅に全列車が停車するようになった。
2017年7月7日より、以前運行されていたA急行に類似した、朱安駅、富平駅、松内駅、富川駅、九老駅、新道林駅、鷺梁津駅にのみ停車する特急（특급／Limited Express）列車が新設されている。

### 京元線
京元線では2006年12月15日の議政府 - 東豆川間複線電化開業により、同区間で平日朝夕ラッシュ時を中心に1日7往復の急行運転を開始した。この急行電車は議政府駅以南では仁川行きの各駅停車として京釜電鉄線、京仁線に直通運転をしている。しかし、2008年1月1日のダイヤ改正で、平日の朝2往復へ減便された。しかし、同年12月1日のダイヤ改正で議政府駅までであった急行運転区間を光云大駅までに拡大した。また一部停車駅の変更も行われた。

### 安山線
安山線では2010年1月18日より、安山から衿井までの朝上り片道3本において急行運転を開始した。この列車は衿井から果川線、ソウル交通公社4号線に乗り入れるが両路線内はいずれも各駅に停車する。また、2014年9月1日より、衿井から安山までの夕方下り片道3本においても急行運転を開始した。

### 中央線
中央線では、2008年12月1日より、陶深から龍山までの朝上り片道2本において急行運転を開始した。なお、同年12月29日の八堂駅 - 菊秀駅の複線電化開業により、運転区間を両水駅まで延長。

### 京義線
京義線では、2009年7月1日のソウル（デジタルメディアシティ） - 汶山間複線電化開業により、汶山からソウルまでの平日朝上り片道1本（現在のA急行）において急行運転を開始した。これに加えて、2009年12月1日からは、同一の区間・時間帯においてA急行より停車駅数を減らしたB急行の運行を開始した。2012年12月15日の龍山線の孔徳駅 - 加佐駅間開業に伴い、A急行を龍山線直通に変更。2013年3月4日より、B急行停車駅に新村駅を追加。また、日中の特定の時間帯に孔徳駅 - 加佐駅間の運行間隔が30分近くあるのを解消するため、孔徳駅 - 大谷駅間の区間急行が運行開始。

### 京春線
京春線では、2010年12月21日の上鳳 - 春川間複線電化開業により、終日急行運転を開始した。平日朝は1時間に2本程度、それ以外は約1時間間隔で運転されている。
かつては平日より週末の方が停車駅が多くなっていた。
2011年6月20日から、思陵駅が急行停車駅になった。
2012年2月28日から、都市間準高速列車「ITX-青春」運行開始により廃止。
2017年1月31日から、平日に限り一部のITX-青春運行を廃止し、その代替として急行列車の運行を復活。

### 盆唐線
2013年11月30日の網浦 - 水原間延伸開業に合わせ12月2日より平日朝ラッシュ時上り4本と夕ラッシュ時下り4本で運行を開始。

### 水仁線
2017年7月7日より平日朝ラッシュ時上り5本と夕ラッシュ時下り3本で運行を開始。

### 首都圏電鉄9号線
首都圏電鉄9号線では、2009年7月24日の開業により、金浦空港駅 - 新論峴駅間で、ほぼ終日にわたって20分間隔の急行運転を開始した。
2011年8月22日より、朝夕の出退勤時間帯は10分間隔に増発する。

## 廃止された路線
2019年10月末時点で、急行・特急運行が廃止されている路線は存在しない。かつては、京春線の急行が2012年2月から2017年1月まで廃止されていた。